# Syngnathus acus
Syngnathus acus, Linnaeus, 1758), là một loài cá chìa vôi trong họ Syngnathidae. Loài này sinh sống ở nước biển và là loài điển hình của chi Syngnathus.
Loài này sinh sống xung quanh British Isles và thường được tìm thấy ở Địa Trung Hải. Chúng thường
sống giữa rong biển và cỏ biển. Chúng ăn mysidae và tôm nhỏ.